# HSK Stier
HSK Stier (HSK6, „Schiff 23") – niemiecki krążownik pomocniczy (rajder) Kriegsmarine okresu II wojny światowej, poprzednio motorowy drobnicowiec Cairo. Brytyjska Royal Navy nadała mu oznaczenie kodowe Raider I.
Zbudowany w 1936 jako frachtowiec „Cairo” dla armatora Atlas-Levante-Linie w Bremie. W listopadzie 1939 został przejęty przez Kriegsmarine. Po zakończeniu zadań transportowych na Bałtyku został początkowo przebudowany na stawiacz min z przeznaczeniem do użycia w inwazji na Wielką Brytanię. Od kwietnia 1941 został przebudowany na krążownik pomocniczy w stoczniach Wilton-Fijenord w Schiedam i Oder-Werke w Szczecinie. Nazwa „Stier” oznaczała „byk” – był to znak zodiaku żony dowódcy okrętu, który wybrał tę nazwę. Okręt oznaczono HSK 6 (Handelsstörkreuzer – krążownik do zwalczania handlu) lub Schiff 23 („Statek 23"), natomiast Brytyjczycy nadali mu nazwę kodową „Raider I” (dziewiąty zidentyfikowany rajder).

## Służba
W pierwszy rejs korsarski wyszedł 9 maja 1942 z Kilonii pod dowództwem komandora porucznika Horsta Gerlacha (od 1 czerwca 1942 – komandora), w celu podjęcia działań na środkowym i południowym Atlantyku. 12 maja wypłynął z Rotterdamu, zamaskowany na przerywacz zagród minowych Sperrbrecher 171. Podczas pokonywania kanału La Manche płynął w eskorcie 4 torpedowców: „Kondor”, „Falke”, „Iltis”, „Seeadler” i 16 trałowców, co zwróciło uwagę Brytyjczyków. Konwój został zaatakowany w nocy na 13 maja przez baterie nabrzeżne z Dover, a następnie przez brytyjskie kutry torpedowe. W stoczonej bitwie zatonęły torpedowce „Iltis” i „Seeadler” oraz jeden brytyjski kuter MTB-220. „Stier” nie odniósł żadnych uszkodzeń, ale musiał uzupełnić amunicję w Boulogne (zwłaszcza pociski oświetlające). Następnie sam udał się dalej wzdłuż francuskiego wybrzeża i 21 maja przedarł się z portu Royan w okupowanej Francji na Atlantyk. Był ostatnim niemieckim krążownikiem pomocniczym, któremu się powiodło wydostanie się na Atlantyk, aczkolwiek operacja ta została okupiona poważnymi stratami. Na początku czerwca osiągnął swój rejon operacyjny na środkowym Atlantyku.

## Działania rajderskie
4 czerwca 1942 u wybrzeży Brazylii ostrzelał, zatrzymał i zatopił brytyjski statek SS „Gemstone” (4986 BRT) z ładunkiem rudy żelaza, biorąc jego załogę (44 osoby) do niewoli.
6 czerwca w okolicach równika napotkał amerykański tankowiec TS „Stanvac Calcutta” (10.170 BRT) płynący pod banderą Panamy. W odpowiedzi na strzały ostrzegawcze i nakaz zatrzymania, kapitan tankowca odwrócił się rufą do krążownika i rozpoczął ucieczkę, prowadząc równocześnie ogień z działa 102 mm na rufie i 76,2 mm na dziobie. Bitwa trwała ok. 10 minut, w czasie której „Stier” trafił w tankowiec ponad 40 razy, samemu będąc niegroźnie trafionym dwa razy. „Stanvac Calcutta” był szybszy, lecz ponieważ na skutek celnego ostrzału zginął na nim kapitan, cała obsługa mostka oraz radiotelegrafista, a statek wpadł w przechył niemożliwy do skorygowania, pozostała przy życiu załoga poddała się i została wzięta do niewoli (zginęło 14 członków załogi, przejęto 37, jeden z rannych zmarł później na pokładzie krążownika). Dwóch ludzi „Stiera” zostało rannych – po raz pierwszy na niemieckim rajderze podczas tej wojny w akcji przeciw statkowi. „Stanvac Calcutta” otrzymał po wojnie wyróżnienie Gallant Ship Award (Wyróżnienie Dzielnego Statku).
8 czerwca „Stier” uniknął spotkania z nie rozpoznanym okrętem wojennym. Przez następne dwa miesiące nie napotkał statków, natomiast 10 czerwca i 15 lipca „Stier” spotykał się z tankowcem zaopatrzeniowym „Charlotte Schliemann” w celu pobrania paliwa i przekazania na niego jeńców z zatopionych statków.
29 lipca spotkał się z krążownikiem pomocniczym „Michel”. Oba okręty odbyły wspólnie krótkie ćwiczenia i przez kilka dni działały razem, ale bezskutecznie.
9 sierpnia „Stier” napotkał brytyjski statek SS „Dalhousie” (7072 BRT). Statek w odpowiedzi na strzały ostrzegawcze i polecenie zatrzymania rozpoczął ucieczkę i ostrzał z działa, informując przez radio o ataku, lecz jego pociski nie donosiły do krążownika. Po pościgu i ostrzale z krążownika, kiedy na „Dalhousie” wybuchł pożar, jego kapitan zdecydował się poddać. Załoga (41 osób) została wzięta do niewoli, a statek zatopiony torpedą.
W obawie przed poszukiwaniami, rajder zmienił następnie rejon działań na południe. 22 sierpnia po raz pierwszy użyto, bez efektów, wodnosamolotu rozpoznawczego Arado Ar 231, który okazał się konstrukcją bezużyteczną w warunkach morskich. 27 sierpnia nastąpiło kolejne spotkanie z „Charlotte Schliemann” i przekazanie jeńców. Jeńcy zostali następnie przekazani Japończykom i osadzeni w obozach.
4 września „Stier” zaobserwował francuski statek pasażerski „Pasteur” w rejsie do Rio de Janeiro, pływający jako transportowiec wojska dla aliantów. Krążownik rozpoczął za nim pościg, ale nie był w stanie doścignąć statku rozwijającego prędkość 25 węzłów. Sam nie został przy tym zidentyfikowany.
19 września „Stier” ponownie bezskutecznie ścigał niezidentyfikowany statek.
24 września „Stier” spotkał się ponownie na krótko z „Michelem” i zbiornikowcem zaopatrzeniowym „Uckermark”, a 25 września ze statkiem zaopatrzeniowym – łamaczem blokady „Tannenfels”, płynącym z Jokohamy, który przekazał mu japoński wodnosamolot Nakajima E8N1. Spotkanie zostało m.in. wykorzystane do przeprowadzenia niezbędnych napraw i remontów na krążowniku.

### Zatonięcie
27 września podczas trwających napraw, przy gęstej mgle i przelotnych deszczach, niespodziewanie w niewielkiej odległości pojawił się trzeci statek – amerykański transportowiec typu Liberty SS „Stephen Hopkins” (7181 BRT), płynący pod balastem. Kapitan Gerlach rozkazał załodze o 8.52 zająć stanowiska bojowe i wywiesić sygnał zatrzymania statku oraz oddać strzał ostrzegawczy. Ostrzelany statek podjął jednak walkę, odpowiadając ze swojego działa 102 mm na rufie, pary działek przeciwlotniczych 37 mm i karabinów maszynowych. Dzięki dobrze wyszkolonym artylerzystom, na około 40 wystrzelonych pocisków 102 mm, „Stephen Hopkins” uzyskał około 15 trafień w krążownik, które spowodowały przede wszystkim uszkodzenie maszyny sterowej i zablokowanie steru, uszkodzenie silnika głównego rajdera oraz uszkodzenie przewodów paliwowych na dziobie, co doprowadziło do unieruchomienia generatorów prądu oraz pożaru. Z drugiej strony, ostrzał „Stiera” szybko zniszczył mostek, radiostację i maszynownię statku, wywołując pożary oraz zabił około połowę załogi. Obie unieruchomione jednostki ostrzeliwały się z odległości ok. 1000 m, po czym o 9.18 Niemcy przerwali ogień. Około 10 „Stephen Hopkins” zatonął po opuszczeniu przez załogę (z 58 osób załogi, 19 przeżyło walkę a 15 dotarło po miesiącu w szalupie do brzegu Brazylii). „Tannenfels” próbował odholować „Stiera”, ale bez powodzenia. Pożar na krążowniku nie dał się opanować i zagrażał wybuchem torped, w związku z czym kapitan Gerlach wydał o 10.58 rozkaz przejścia załogi na „Tannenfels” i zatopienia „Stiera”. O 11.47 „Stier” został samozatopiony materiałami wybuchowymi, po czym zatonął o 11.59. Zginęło 4 członków jego załogi, 33 zostało rannych. Na „Tannenfels” przeszło także dwóch jeńców z zatopionych wcześniej statków. Warto dodać, że Gerlach twierdził w raporcie, że walkę stoczył z jednostką dorównującą uzbrojeniem krążownikowi pomocniczemu.
Po powrocie do Niemiec kapitan Horst Gerlach 3 listopada 1942 został odznaczony Złotym Krzyżem Niemieckim. Był także przewidziany na dowódcę kolejnego rajdera „Hansa”, a 80% marynarzy ze „Stiera” zgłosiło się na ochotnika do dalszej służby pod jego komendą. Nie doszło to jednak do skutku ze względu na rezygnację Kriegsmarine z dalszych misji rajderów.
Rejs „Stiera’ trwał 142 dni, podczas których zatopił 4 statki o pojemności łącznej 29.409 BRT. Był to najgorszy wynik i zarazem najkrótszy rejs spośród niemieckich krążowników pomocniczych II w.ś. Był on też jedynym krążownikiem pomocniczym, który został zatopiony przez samotny statek handlowy.
| Statki zatopione lub zdobyte przez HSK-6 „Stier” | Statki zatopione lub zdobyte przez HSK-6 „Stier” | Statki zatopione lub zdobyte przez HSK-6 „Stier” | Statki zatopione lub zdobyte przez HSK-6 „Stier” | Statki zatopione lub zdobyte przez HSK-6 „Stier” | Statki zatopione lub zdobyte przez HSK-6 „Stier” |                                    |
|                                                  | Data                                             | Nazwa                                            | Rodzaj                                           | Państwo                                          | Poj. BRT                                         | Uwagi                              |
| ------------------------------------------------ | ------------------------------------------------ | ------------------------------------------------ | ------------------------------------------------ | ------------------------------------------------ | ------------------------------------------------ | ---------------------------------- |
| 1.                                               | 04. 06. 1942                                     | SS Gemstone                                      | frachtowiec                                      | Wielka Brytania                                  | 4986                                             |                                    |
| 2.                                               | 06. 06. 1942                                     | TS Stanvac Calcutta                              | tankowiec                                        | Panama                                           | 10 170                                           | „Stier” został lekko uszkodzony    |
| 3.                                               | 09. 08. 1942                                     | SS Dalhousie                                     | frachtowiec                                      | Wielka Brytania                                  | 7072                                             |                                    |
| 4.                                               | 27. 09. 1942                                     | SS Stephen Hopkins                               | frachtowiec Liberty                              | Stany Zjednoczone                                | 7181                                             | „Stier” został zatopiony w starciu |
|                                                  |                                                  |                                                  |                                                  | łącznie:                                         | 29 409                                           |                                    |